# Nilgiri Himal
Der Nilgiri Himal ist eine Berggruppe in Nepal. 
Der Nilgiri Himal befindet sich im Westen des Annapurna Himal, einer Gebirgsregion des Himalaya. Er erstreckt sich in Nord-Süd-Richtung. An seiner Westflanke verläuft das Durchbruchstal des Kali Gandaki. Jenseits des Tals erhebt sich die Gebirgsgruppe Dhaulagiri Himal. Der Nilgiri Himal besteht aus mehreren Gipfeln, wobei der Nilgiri Nord mit 7061 m die höchste Erhebung darstellt. Der 6839 m hohe Nilgiri Süd gilt aufgrund einer Schartenhöhe von 609 m als ein eigenständiger Berg. Dazwischen liegt der 6940 m hohe Mittelgipfel mit einer Schartenhöhe von 240 m. Außerdem gibt es noch einen Ostgipfel (6706 m) und einen Südostgipfel (6765 m).
Die Erstbesteigung des Nordgipfels gelang am 26. Oktober 1962 einer niederländischen Expedition unter Führung des Franzosen Lionel Terray. Die Aufstiegsroute führte über die Nordwand und den Westgrat.